# Àzeri
L'àzeri o azerbaidjanès o azerbaidjanés és una llengua turquesa parlada per uns 9.000.000 de persones a l'estat de l'Azerbaidjan, incloent-n'hi 414.900 a la República Autònoma de Nakhtxivan (Azerbaidjan) i altres 20.000.000 aproximadament als estats veïns (sobretot a l'Iran, al territori d'Azerbaijan meridional).
La llengua té dos grans dialectes, l'àzeri del nord, parlat a la República de l'Azerbaidjan i el Daguestan, on és oficial, i l'àzeri del sud, parlat a la regió iraniana de l'Azerbaidjan, on és la llengua majoritària, tot i que no hi és oficial. Encara que hi ha un grau molt alt d'intel·ligibilitat mútua entre ambdues formes d'àzeri, hi ha diferències significatives en fonologia, lèxic, morfologia, sintaxi i fonts de préstecs. També es parla en menor grau a les comunitats àzeris de Geòrgia i Turquia i a les comunitats de la diàspora, principalment a Europa i Amèrica del Nord.
La seva literatura és molt rica. Dintre de la seva família, només és superada per la uzbeka. Els primers textos àzeris daten del segle xiv i estaven escrits amb alfabet àrab. Quan les llengües turqueses van canviar a la grafia llatina, el 1924 ho feu l'àzeri del nord, però en 1939 la Unió Soviètica va imposar l'alfabet ciríl·lic, que va ser el d'ús fins a la independència de l'Azerbaidjan. Els àzeris iranians van intentar recuperar el 1991 la grafia àrab, que a l'Iran s'havia mantingut sempre, però finalment es va imposar l'ús dels caràcters llatins.
L'idioma té moltes paraules provinents del mongol i de l'àrab clàssic, per influència de l'islam. És una llengua aglutinant, com la resta de llengües turqueses. No té articles ni gènere i acostuma a col·locar el verb al final de la frase.
L'àzeri és mútuament intel·ligible amb el turc i el turcman, fins al punt que en diferents moments han estat considerats la mateixa llengua.
Exemple d'àzeri amb traducció al català: «Ey göylərdə olan Atamız, adın müqəddəs tutulsun…», «Pare nostre que ets al cel, sigui santificat el teu nom…».

## Etimologia i antecedents
Històricament, els seus parlants nadius van referir-se a la llengua com a türk dili o türkcə, que significa "turc" o "turc". En els primers anys després de l'establiment de la República Socialista Soviètica de l'Azerbaidjan, la llengua encara s'anomenava "turc" als documents oficials. Tanmateix, a la dècada de 1930, el seu nom es va canviar oficialment per "àzeri". Sovint encara es fa referència a l'idioma com a turci o torki a l'Azerbaidjan iranià. El terme "àzeri", generalment intercanviable amb "azerbaidjan", prové del turc azeri que s'utilitza per al poble (azeri s'utilitza per a la llengua en turc), ell mateix del persa آذری, Āzarī. El terme també s'utilitza per a l'antic azeri, l'antiga llengua iraniana parlada a la regió fins al segle XVII.

## Història i evolució
L'àzeri va evolucionar a partir de la branca oriental del turc Oghuz ("Turquic occidental") que es va estendre al Caucas, a l'Europa de l'Est, i al nord de l'Iran, a l'Àsia occidental, durant les migracions turques medievals. El persa i l'àrab van influir en la llengua, però les paraules àrabs es van transmetre principalment a través del persa literari. L'àzeri és, potser després de l'uzbek, la llengua turca sobre la qual el persa i altres llengües iranianes han exercit l'impacte més fort, principalment en fonologia, sintaxi i vocabulari, menys en morfologia.
La llengua turca de l'Azerbaidjan va suplantar gradualment les llengües iranianes en el que ara és el nord-oest de l'Iran, i una varietat de llengües del Caucas i les llengües iranianes parlades al Caucas, particularment l'udi i l'àzeri antic. A principis del segle XVI, s'havia convertit en la llengua dominant de la regió. Era una de les llengües parlades a la cort dels safàvides, afxàrids i qajars.
El desenvolupament històric de l'àzeri es pot dividir en dos períodes principals: primerenc (c. segle al XVIII) i modern (segle XVIII fins a l'actualitat). Els primer àzeri es diferencia del seu descendent perquè contenia un nombre molt més gran de préstecs, frases i elements sintàctics perses i àrabs. Els primers escrits en àzeri també demostren la intercanviabilitat lingüística entre els elements oghuz i kypchak en molts aspectes (com ara pronoms, terminacions de casos, participis, etc.). A mesura que l'àzeri va passar de ser només un llenguatge de poesia èpica i lírica a ser també un llenguatge de periodisme i investigació científica, la seva versió literària s'ha tornat més o menys unificada i simplificada amb la pèrdua de molts elements turcs arcaics, iranismes i otomanismes i altres paraules, expressions i regles que no van aconseguir popularitat entre les masses azerbaiyanes.
L'annexió russa dels territoris de l'Iran al Caucas a través de les guerres russo-iranianes de 1804–1813 i 1826–1828 va dividir la comunitat lingüística en dos estats. Després, l'administració tsarista va encoratjar l'expansió de l'Azerbaidjan a la Transcaucàsia oriental com a reemplaçament del persa parlat per les classes altes, i com a mesura contra la influència persa a la regió.
Entre c. El 1900 i el 1930, hi va haver diversos plantejaments competitius per a la unificació de la llengua nacional en el que ara és la República de l'Azerbaidjan, popularitzat per estudiosos com Hasan bey Zardabi i Mammad agha Shahtakhtinski. Malgrat les grans diferències, tots tenien com a objectiu principal facilitar la lectura i comprensió de la literatura per a les masses semi-alfabetitzades. Tots van criticar l'ús excessiu d'elements perses, àrabs i europeus tant en el llenguatge col·loquial com literari i van demanar un estil més senzill i popular.
La Unió Soviètica va promoure el desenvolupament de l'idioma però el va retrocedir considerablement amb dos canvis successius d'escriptura –del persa al llatí i després a l'escriptura ciríl·lica–, mentre que els azerbaiyanos iranians van continuar utilitzant l'escriptura persa com sempre. Malgrat l'ampli ús de l'Azerbaidjan a la República Socialista Soviètica de l'Azerbaidjan, es va convertir en la llengua oficial de l'Azerbaidjan només el 1956. Després de la independència, la República de l'Azerbaidjan va decidir tornar a una escriptura llatina modificada.

## Literatura en Àzeri

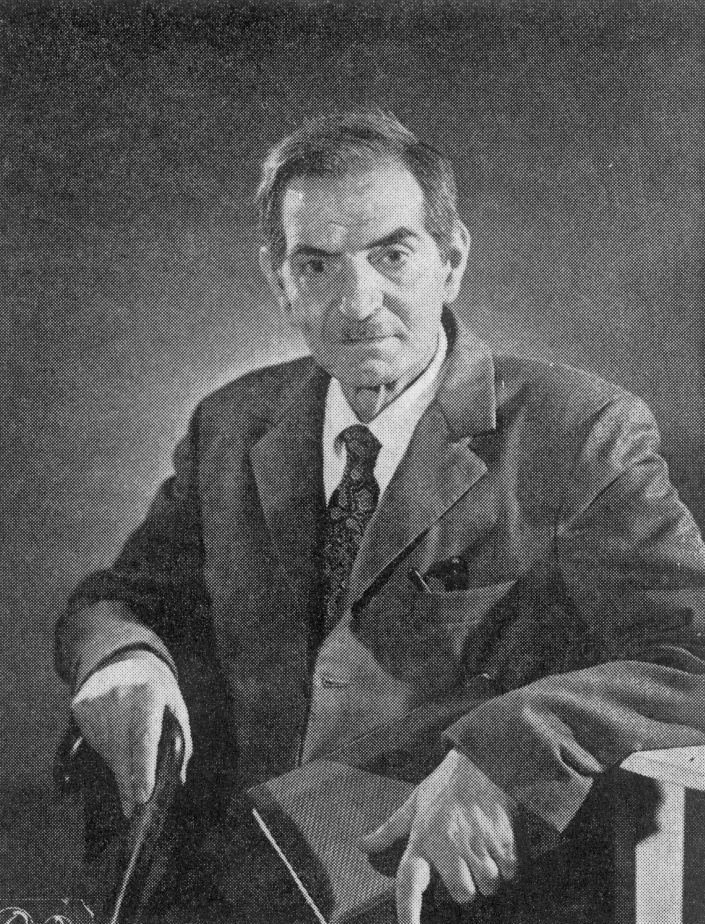
Mohammad-Hossein Shahriar, poeta iranià azerbaïdjanais, que va escriure en azerbaidjan i persa.

El desenvolupament de la literatura àzeri està estretament relacionat amb el turc d'Anatòlia, escrit en escriptura perso-àrab. Exemples del seu despreniment daten del segle XIV o anteriors. Kadi Burhan al-Din, Hasanoghlu i Imadaddin Nasimi van ajudar a establir l'Azerbaidjan com una llengua literària al segle XIV a través de la poesia i altres obres. Un governant de l'estat de Qara Qoyunlu, Jahanshah, va escriure poemes en llengua àzeri amb el sobrenom de "Haqiqi". Sultan Yaqub, un governant de l'estat d'Aq Qoyunlu, va escriure poemes en llengua àzeri. El governant i poeta Ismail I va escriure sota el pseudònim Khatā'ī (que significa "pecador" en persa) durant el segle XV. Durant el segle XVI, el poeta, escriptor i pensador Fuzûlî va escriure principalment en àzeri però també va traduir els seus poemes a l'àrab i al persa.
El desenvolupament de la literatura àzeri està estretament relacionat amb el turc d'Anatòlia, escrit en escriptura perso-àrab. Exemples del seu despreniment daten del segle XIV o anteriors. Kadi Burhan al-Din, Hasanoghlu i Imadaddin Nasimi van ajudar a establir l'Azerbaidjan com una llengua literària al segle XIV a través de la poesia i altres obres. Un governant de l'estat de Qara Qoyunlu, Jahanshah, va escriure poemes en llengua àzeri amb el sobrenom de "Haqiqi". Sultan Yaqub, un governant de l'estat d'Aq Qoyunlu, va escriure poemes en llengua àzeri. El governant i poeta Ismail I va escriure sota el pseudònim Khatā'ī (que significa "pecador" en persa) durant el segle XV. Durant el segle XVI, el poeta, escriptor i pensador Fuzûlî va escriure principalment en àzeri però també va traduir els seus poemes a l'àrab i al persa.
Mohammad-Hossein Shahriar és una figura important de la poesia àzeriana. La seva obra més important és Heydar Babaya Salam i es considera un cim de la literatura Àzeri i va guanyar popularitat al món de parla turca. Va ser traduït a més de 30 idiomes.
A mitjans del segle XIX, la literatura àzeri s'ensenyava a les escoles de Bakú, Ganja, Shaki, Tbilisi i Yerevan. Des de 1845, també s'ensenya a la Universitat Estatal de Sant Petersburg a Rússia. El 2018, els programes de llengua i literatura àzeri s'ofereixen als Estats Units a diverses universitats, com ara la Universitat d'Indiana, la UCLA i la Universitat de Texas a Austin. La gran majoria, si no tots els cursos d'idiomes àzeri, ensenyen el nord de l'Azerbaidjan  escrit en escriptura llatina i no el sud d'Azerbaidjan  escrit en l'escriptura persa-àrab.
La literatura moderna a la República de l'Azerbaidjan es basa principalment en el dialecte Shirvani, mentre que a la regió iraniana de l'Azerbaidjan (l'Azerbaidjan històric) es basa en el Tabrizi.

## Llengua franca
Una koinè àzeri va servir com a llengua franca a la majoria de parts de Transcaucàsica, excepte a la costa del mar Negre, al sud de Daguestan, la regió d'Anatòlia oriental i a tot l'Iran des del segle XVI fins a principis del XX, juntament amb la literatura oficial de l'àzeri, la llengua més important de la cort i la cort. regions, concretament perses. Des de principis del segle XVI fins al transcurs del segle XIX, aquestes regions i territoris van ser governats pels safàvides, els afxarids i els qajars fins a la cessió de la Transcaucàsica pròpiament dita i el Daguestan per part de l'Iran Qajar a l'Imperi Rus segons el Tractat de Gulistan de 1813 i el Tractat de Turkmenia de 1828. Segons l'Estatut de l'escola del Caucas de 1829, l'àzeri s'havia d'ensenyar a totes les escoles de districte de Ganja, Shusha, Nukha (actual Shaki), Shamakhi, Quba, Bakú, Derbent, Yerevan, Nakhchivan, Akhaltsikhe i Lankaran. A partir de 1834, es va introduir com a llengua d'estudi a Kutaisi en comptes de l'armeni. El 1853, l'àzeri es va convertir en una llengua obligatòria per als estudiants de tots els orígens a tota la Transcaucàsica amb l'excepció de la governació de Tiflis.

## Dialectes de l'Àzeri

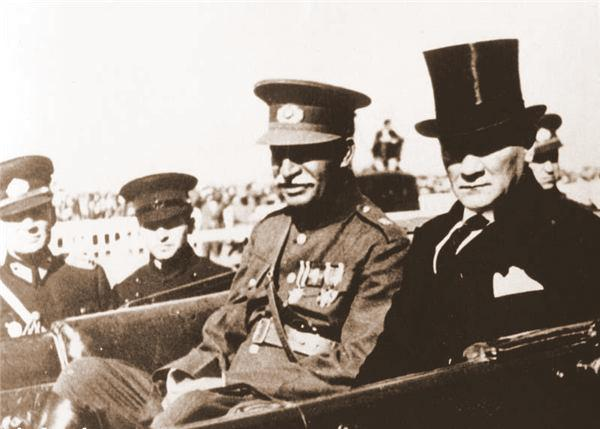
Reza Shah i Kemal Atatürk durant la visita oficial del Sha a Turquia el 1934. Reza Shah va parlar àzeri del sud mentre Atatürk parlava en turc, i els dos líders van aconseguir comunicar-se amb força eficàcia.

L' àzeri és una de les llengües oghuz dins de la família de llengües turques. Ethnologue enumera l'àzeri del nord (parlat principalment a la República de l'Azerbaidjan i Rússia) i l'àzeri del sud (parlat a l'Iran, l'Iraq i Síria) com a dos grups dins del macrollenguatge d'àzeri amb "diferències significatives en fonologia, lèxic, morfologia, sintaxi i préstecs" entre tots dos. L'Organització Internacional per a la Normalització (ISO) considera que l'àzeri del nord i el sud d'Azerbaidjan són llengües diferents. Els lingüistes Mohammad Salehi i Aydin Neysani escriuen que "hi ha un alt grau d'intel·ligibilitat mútua" entre el nord i el sud d'Azerbaidjan.
Svante Cornell va escriure en el seu llibre de 2001 Small Nations and Great Powers que "és segur que les paraules russes i iranianes (sic), respectivament, han entrat al vocabulari a banda i banda del riu Araxes, però això no s'ha produït fins al punt que pugui suposar dificultats per a la comunicació". Hi ha nombrosos dialectes, amb 21 dialectes del nord d'Azerbaidjan i 11 dialectes del sud d'Azerbaidjan identificats per Etnologia.
S'han atorgat tres varietats de codis d'idioma ISO 639-3: l'àzeri del Nord, l'àzeri del Sud i el Qashqai. La base de dades Glottolog 4.1 classifica l'àzeri del Nord, amb 20 dialectes, i l'àzeri del Sud, amb 13 dialectes, sota la família àzeri moderna, una branca de l'Oghuz central.
En els dialectes del nord de la llengua àzeri, els lingüistes troben traces de la influència de la llengua khazar.
Segons Encyclopedia Iranica:
Podem distingir els següents dialectes àzeris: (1) grup oriental: Derbent (Darband), Kuba, Shemakha (Šamāḵī), Baku, Salyani (Salyānī) i Lenkoran (Lankarān), (2) grup occidental: Kazakh (que no s'ha de confondre amb les llengües kiptxak-turc del mateix nom), el dialecte de la tribu Ayrïm (Āyrom) (que, tanmateix, s'assembla al turc), el dialecte parlat a la regió del Riu Borchala; (3) grup del nord: Zakataly, Nukha i Kutkashen; (4) grup del sud: Yerevan (Iravan), Nakhichevan (Najavan) i Urdubad (Ordūbad); (5) grup central: Ganja (Kirovabad) i Shusha; (6) Dialectes del nord de l'Iraq; (7) Dialectes iranians del nord-oest: Tabriz, Reżāʾīya (Urmia), etc., que s'estenen a l'est fins al voltant de Qazvin; (8) Dialecte del Caspi sud-est (Galūgāh). Opcionalment, podem afegir com a àzeris (o "azeroides") dialectes: (9) Anatolià oriental, (10) Qašqāʾī, (11) Aynallū, (12) Dialecte Sonqori, (13) al sud de Qom, (14) Kabul Afšārī

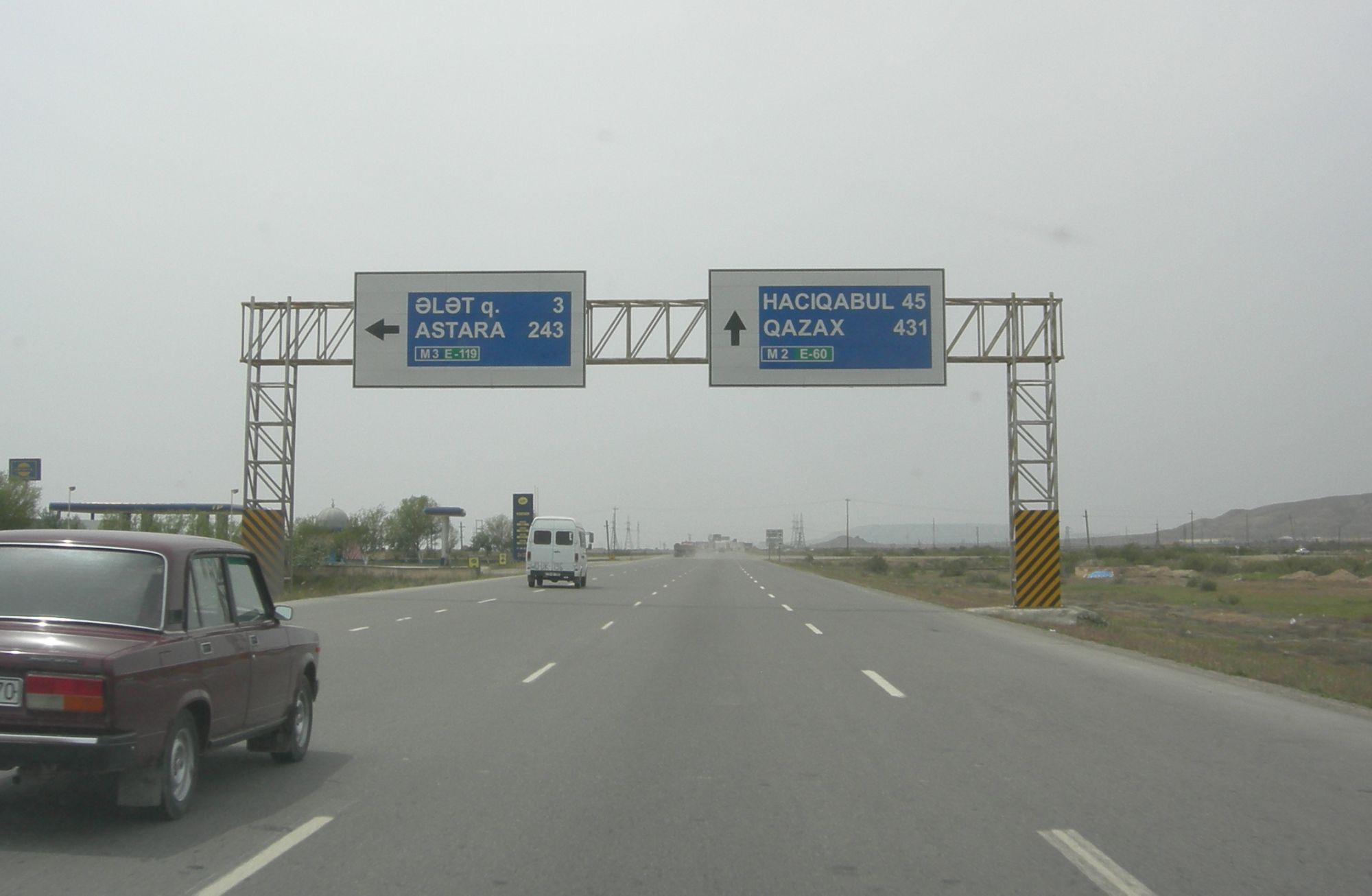
Senyal de trànsit en llengua àzeri.

### Àzeri del Nord
L'àzeri del Nord,  o l'Azerbaidjan del Nord, és la llengua oficial de la República de l'Azerbaidjan . Està estretament relacionat amb el turc d'Istanbul actual, la llengua oficial de Turquia. També es parla al sud del Daguestan, al llarg de la costa del Caspi a les muntanyes del Caucas meridional i en regions disperses per tota l'Àsia Central. El 2011, hi ha uns 9,23 milions de parlants de l'àzeri del Nord, inclosos 4 milions de parlants monolingües (molts parlants del nord d'Azerbaidjanisme també parlen rus, com és comú als països de l'antiga URSS).
El dialecte Shirvan tal com es parla a Bakú és la base de l'àzeri estàndard. Des de 1992, s'escriu oficialment amb escriptura llatina a la República de l'Azerbaidjan, però l'escriptura ciríl·lica més antiga encara s'utilitzava àmpliament a finals de la dècada de 1990.
Ethnologue enumera 21 dialectes del nord d'Azerbaidjan: "Quba, Derbend, Bakú, Shamakhi, Salyan, Lenkaran, Qazakh, Airym, Borcala, Terekeme, Qyzylbash, Nukha, Zaqatala (Mugaly), Qabala, Nakhchivan, Ordubad, Ganja, Shupasha (Karabakh, Kubakh)".

### Àzeri del Sud
L'àzeri del Sud, o l'àzeri  iranià, és àmpliament parlat a l'Azerbaidjan iranià i, en menor mesura, a les regions veïnes de Turquia i l'Iraq, amb comunitats més petites a Síria. A l'Iran, la paraula persa per a l'àzeri  es pren prestada com Torki "Turc". A l'Iran, es parla principalment a l'Azerbaidjan oriental, l'Azerbaidjan occidental, Ardabil i Zanjan. També es parla a Teheran i a tota la província de Teheran, ja que els azerbaidjans formen, amb diferència, la minoria més gran de la ciutat i de la província més àmplia, que inclou aproximadament.1⁄6 de la seva població total. El CIA World Factbook informa que l'any 2010, el percentatge de parlants d'àzeri iranià era al voltant del 16 per cent de la població iraniana, o aproximadament 13 milions de persones a tot el món, i els àzeris ètnics formen, amb diferència, el segon grup ètnic més gran de l'Iran, convertint així la llengua en la segona llengua més parlada del país. Ethnologue informa que hi havia 10,9 milions d'azerbais iranians a l'Iran el 2016 i 13.823.350 a tot el món. Els dialectes de l'àzeri  del Sud inclouen: "Aynallu (sovint considerat una llengua separada), Karapapakh (sovint considerat una llengua separada. segona edició de l'Enciclopèdia de l'Islam esmenta que és propera tant a "Azerī com al turc de Turquia". Türki), Afshari (sovint considerat una llengua separada), Shahsavani (de vegades considerat el seu propi dialecte, diferent d'altres llengües turques del nord-oest de l'Iran), Baharlu (Kamesh), Moqaddam, Nafar, Qaragozlu, Tabat, Pishagchi.

## Comparació amb altres llengües turques
El comparatista rus Oleg Mudrak anomena l'idioma turcomà el parent més proper de l'àzeri.

### Azerbaidjan i turc

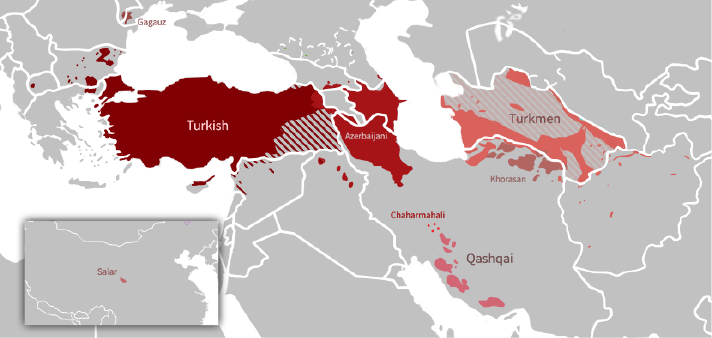
El turc, l'àzeri i el Turcman són llengües oghuz

Els parlants de turc i àzeri poden, fins a cert punt, comunicar-se entre ells, ja que ambdues llengües tenen una semblança substancial. No obstant això, és més fàcil per a molts parlants d'àzeri entendre el turc que per als parlants de turc entendre l'Azerbaidjan. Les telenovel·les turques són molt populars entre els àzeris tant a l'Iran com a l'Azerbaidjan. Reza Shah Pahlavi de l'Iran (que parlava sud-àzeri) es va reunir amb Mustafa Kemal Atatürk de Turquia (que parlava turc) el 1934; els dos van ser filmats parlant els seus respectius idiomes entre ells i es van comunicar eficaçment.
En un estudi del 2011, es va provar a 30 participants turcs per determinar fins a quin punt entenien l'àzeri escrit i parlat. Es va trobar que tot i que el turc i l' àzeri són llengües tipològicament semblants, per part dels parlants turcs la intel·ligibilitat no és tan alta com s'estima. En un estudi del 2017, els Àzeris iranians van obtenir una mitjana del 56% d'intel·ligibilitat receptiva en turc parlat.
A continuació es mostren alguns cognats amb ortografia diferent en àzeri i turc:
| Àzeri    | turc     | Català  |
| -------- | -------- | ------- |
| ayaqqabı | ayakkabı | sabates |
| ayaq     | ayak     | peu     |
| kitab    | kitap    | llibre  |
| qan      | kan      | sang    |
| qaz      | kaz      | oca     |
| qaş      | kaş      | cella   |
| qar      | kar      | neu     |
| daş      | taş      | pedra   |

### Àzeri i turcomà
El pronom personal de 1a persona és mən en àzeri, igual que homes en turcmans, mentre que és ben en turc. El mateix passa amb els pronoms demostratius bu, on el so b es substitueix pel so m . Per exemple: bunun > munun / mının, muna / mına, munu / munı, munda / mında, mundan / mından . Això s'observa també en la llengua literària turcmana, on el pronom demostratiu bu pateix alguns canvis igual que en: munuñ, munı, muña, munda, mundan, munça. El reemplaçament de b > m es troba en molts dialectes de la llengua turcmana i es pot observar en paraules com: boyun > moyın en dialecte Yomut – Gunbatar, büdüremek > müdüremek en els dialectes dels turcmans d'Ersari i Stavropol, bol > mol en els dialectes dels turcmans de Karakalpak > dialectes dels turcmanes de Karakalpak, dialectes de kirazovbuzac > mi.
Aquí hi ha algunes paraules de la llista de Swadesh per comparar l'àzeri amb el turcomà:
| àzeri     | turcomà     | Català       |
| --------- | ----------- | ------------ |
| mən       | men         | jo, jo       |
| sən       | sen         | tu           |
| haçan     | haçan       | quan         |
| başqa     | başga       | altres       |
| it, köpək | això, köpek | gos          |
| dəri      | deri        | pell, cuir   |
| yumurta   | ýumurtga    | ou           |
| ürək      | ýürek       | cor          |
| eşitmək   | eşitmek     | per escoltar |

### Oghúric
Els dialectes àzeris comparteixen paradigmes de verbs en alguns temps amb la llengua txuvaix, en la qual els lingüistes també es basen en l'estudi i reconstrucció de la llengua khazar.

## Fonologia
La fonotècnica àzeri és similar a la d'altres llengües turques oghuz, excepte:
- S'admeten síl·labes trimoràiques amb vocals llargues.
- Hi ha una metàtesi en curs de consonants veïnes en una paraula.[69] Els parlants tendeixen a reordenar les consonants en l'ordre de sonoritat decreixent i d'esquena a davant (per exemple, iləri es converteix en irəli, köprü es converteix en körpü, topraq es converteix en torpaq). Algunes de les metàtesis són tan comunes en el discurs culte que es reflecteixen en l'ortografia (tots els exemples anteriors són així). Aquest fenomen és més comú en els dialectes rurals, però s'observa fins i tot en joves parlants urbans educats, però notablement absent d'alguns dialectes del sud.
- Intramorfema q /g/ es converteix en /x/ .

### Consonants
Fonemes consonàntics de l'àzeri estàndard
|                 | Labial | Labial | Dental | Dental | Alveolar | Alveolar | Palato- alveolar | Palato- alveolar | Palatal | Palatal | Velar | Velar | Glotal | Glotal |
| --------------- | ------ | ------ | ------ | ------ | -------- | -------- | ---------------- | ---------------- | ------- | ------- | ----- | ----- | ------ | ------ |
| Nasal           |        | m      |        |        |          | n        |                  |                  |         |         |       | ( ŋ ) |        |        |
| Aturar / Africa | p      | b      | t      | d      |          |          | t͡ʃ               | d͡ʒ               | c       | ɟ       | ( k ) | ɡ     |        |        |
| Fricativa       | f      | v      | s      | z      |          |          | ʃ                | ʒ                |         |         | x     | ɣ     | h      |        |
| Aproximant      |        |        |        |        |          | l        |                  |                  |         | j       |       |       |        |        |
| Solapa          |        |        |        |        |          | ɾ        |                  |                  |         |         |       |       |        |        |

1. El so [k] s'utilitza només en préstecs; el no palatalitzat històric [k] es va dir a [ɡ]. A l'Iran el so [K] es manté, i [k] no es va canviar a [g].
2. /t͡ʃ/ i /d͡ʒ/ es realitzen com [t͡s] i [d͡z] respectivament a les zones al voltant de Tabriz i a l'oest, sud i sud-oest de Tabriz (incloent Kirkuk a l'Iraq); en els dialectes Nakhtxivan i Ayrum, en Cəbrayil i alguns dialectes costaners del Caspi;.[70]
3. Sons /t͡s/ i /d͡z/ també es poden reconèixer com a sons fonèmics separats en els dialectes tabrizi i del sud.[71]
4. A la majoria de dialectes de l'Azerbaidjan, /c/ es realitza com a [ç] quan es troba a la coda sil·làbica o va precedida d'una consonant sorda (com en çörək [t͡ʃœˈɾæç] – "pa"; səksən [sæçˈsæn] – "vuitanta").
5. /w/ existeix en el dialecte de Kirkuk com un al·lòfon de /v/ en préstecs àrabs.
6. En el discurs col·loquial, /x/ (però no intramorfema [x] transformat de /g/ ) se sol pronunciar com

### Consonants dialectals
Els treballs sobre dialectologia d'àzeri utilitzen les següents notacions per a consonants dialectals:
- Ⱪ ⱪ— [k]
- X` x`— [ç]
- Ŋ ŋ— [ŋ]
- Ц ц— [t͡s]
- Dz dz— [d͡z]
- Ž ž— [ð]
- W w—

Exemples:
- [k]—ⱪış [kɯʃ]
- [ç]—üzüx` [ʔyzyç]
- [ŋ]—ataŋın [ʔɑt̪ɑŋɯn̪]
- [t͡s]—цay [t͡sɑj]
- [d͡z]—dzan [d͡zɑn̪]
- [ð]—əžəli [ʔæðæl̪ɪ]
- [w]—dowşan [d̪ɔːwʃɑn̪]
- [ɥ]—töwlə

### Vocals
Les vocals de l'àzeri són, per ordre alfabètic, a /ɑ/, e /e/, ə /æ/, ı /ɯ/, i /i/, o /o/, ö /œ/, u /u/, ü /y/.

Gràfic de vocals del sud d'àzeri, de Mokari & Werner (2016)

### Vocals de l'àzeri estàndard
|                 | Davant    | Davant          | Enrere    | Enrere |
| Sense arrodonir | Arrodonit | Sense arrodonir | Arrodonit |        |
| --------------- | --------- | --------------- | --------- | ------ |
| Tancar          | i         | y               | ɯ         | u      |
| Mitjana         | e         | œ               |           | o      |
| Obert           | æ         |                 | ɑ         |        |

La qualitat fonètica típica de les vocals sud-àzeris és la següent:
- La qualitat fonètica típica de les vocals de l'àzeri del sud és la següent:/i, u, æ/ are close to cardinal [i, u, a].[77]
- Les freqüències dels formants F1 i F2 es superposen per a /œ/ i /ɯ/. La seva qualitat acústica és més o menys propera al mig central [ɵ, ɘ]. El paper principal en la distinció de dues vocals el juguen les diferents freqüències F3 en l'audició,[78] i l'arrodoniment en l'articulació. Fonològicament, però, són més diferents: /œ/ és fonològicament una vocal arrodonida davantera mitjana, la contrapart frontal de /o/ i la contrapart arrodonida de /e/. /ɯ/ és fonològicament una vocal posterior propera sense arrodonir, la contrapartida posterior de /i/ i la contrapart no arrodonida de /u/.
- Les altres vocals mitjanes /e, o/ són més properes a la mitjana tancada [e,o] que la mitjana oberta [ɛ,ɔ].[77]
- /ɑ/ és fonèticament gairebé obert [ɑ̝]

## Sistemes d'escriptura
Abans de 1929, l'àzeri s'escriu només en l'alfabet persa-àrab, un abjad impur que no representa totes les vocals (sense signes diacrítics). A l'Iran, el procés d'estandardització de l'ortografia va començar amb la publicació de revistes i diaris àzeris com Varlıq ( وارلیق — Existència ) de 1979. Els estudiosos i literaris de parla àzeri van mostrar un gran interès en participar en aquestes empreses i en treballar per al desenvolupament d'un sistema d'escriptura estàndard. Aquest esforç va culminar amb seminaris lingüístics que es van celebrar a Teheran, presidits pel fundador de Varlıq, Javad Heyat, l'any 2001, on es va publicar un document que descriu les convencions estàndard d'ortografia i escriptura per al públic. Aquest estàndard d'escriptura està avui canonitzat per un diccionari turc persa-àzeri a l'Iran titulat Loghatnāme-ye Torki-ye Āzarbāyjāni.
Entre 1929 i 1938, es va utilitzar un alfabet llatí per l'àzeri del nord, tot i que era diferent del que s'utilitza ara. Del 1938 al 1991 es va utilitzar l'escriptura ciríl·lica. Finalment, l'any 1991 es va introduir l'actual alfabet llatí, tot i que la transició a aquest ha estat força lenta. Per exemple, fins a un decret d'Aliyev sobre la qüestió l'any 2001, els diaris escrivien habitualment titulars en escriptura llatina, deixant les històries en ciríl·lic. La transició també ha donat lloc a una interpretació errònia de İ com a Ì. Al Daguestan, l'Azerbaidjan encara està escrit en escriptura ciríl·lica.
| Llatí antic (versió 1929–1938; ja no s'utilitza; substituït per la versió de 1991) | Llatí oficial (Azerbaidjan des de 1991) | ciríl·lic (versió de 1958, encara oficial al Daguestan) | Persa-àrab (Iran; Azerbaidjan fins al 1929) | IPA      |
| ---------------------------------------------------------------------------------- | --------------------------------------- | ------------------------------------------------------- | ------------------------------------------- | -------- |
| A a                                                                                | A a                                     | А а                                                     | آ / ـا                                      | /ɑ/      |
| B в                                                                                | B b                                     | Б б                                                     | ب                                           | /b/      |
| Ç ç                                                                                | C c                                     | Ҹ ҹ                                                     | ج                                           | /dʒ/     |
| C c                                                                                | Ç ç                                     | Ч ч                                                     | چ                                           | /tʃ/     |
| D d                                                                                | D d                                     | Д д                                                     | د                                           | /d/      |
| E e                                                                                | E e                                     | Е е                                                     | ئ                                           | /e/      |
| Ə ə                                                                                | Ə ə                                     | Ә ә                                                     | ا / َ / ە                                    | /æ/      |
| F f                                                                                | F f                                     | Ф ф                                                     | ف                                           | /f/      |
| G g                                                                                | G g                                     | Ҝ ҝ                                                     | گ                                           | /ɟ/      |
| Ƣ ƣ                                                                                | Ğ ğ                                     | Ғ ғ                                                     | غ                                           | /ɣ/      |
| H h                                                                                | H h                                     | Һ һ                                                     | ح / ه                                       | /h/      |
| X x                                                                                | X x                                     | Х х                                                     | خ                                           | /x/      |
| Ь ь                                                                                | I ı                                     | Ы ы                                                     | ؽ                                           | /ɯ/      |
| I i                                                                                | İ i                                     | И и                                                     | ی                                           | /i/      |
| Ƶ ƶ                                                                                | J j                                     | Ж ж                                                     | ژ                                           | /ʒ/      |
| K k                                                                                | K k                                     | К к                                                     | ک                                           | /k/, /c/ |
| Q q                                                                                | Q q                                     | Г г                                                     | ق                                           | /ɡ/      |
| L l                                                                                | L l                                     | Л л                                                     | ل                                           | /l/      |
| M m                                                                                | M m                                     | М м                                                     | م                                           | /m/      |
| N n                                                                                | N n                                     | Н н                                                     | ن                                           | /n/      |
| Ꞑ ꞑ                                                                                | –                                       | –                                                       | ݣ / نگ                                      | /ŋ/      |
| O o                                                                                | O o                                     | О о                                                     | وْ                                           | /o/      |
| Ɵ ɵ                                                                                | Ö ö                                     | Ө ө                                                     | ؤ                                           | /œ/      |
| P p                                                                                | P p                                     | П п                                                     | پ                                           | /p/      |
| R r                                                                                | R r                                     | Р р                                                     | ر                                           | /r/      |
| S s                                                                                | S s                                     | С с                                                     | ث / س / ص                                   | /s/      |
| Ş ş                                                                                | Ş ş                                     | Ш ш                                                     | ش                                           | /ʃ/      |
| T t                                                                                | T t                                     | Т т                                                     | ت / ط                                       | /t/      |
| U u                                                                                | U u                                     | У у                                                     | ۇ                                           | /u/      |
| Y y                                                                                | Ü ü                                     | Ү ү                                                     | ۆ                                           | /y/      |
| V v                                                                                | V v                                     | В в                                                     | و                                           | /v/      |
| J j                                                                                | Y y                                     | Ј ј                                                     | ی                                           | /j/      |
| Z z                                                                                | Z z                                     | З з                                                     | ذ / ز / ض / ظ                               | /z/      |
| –                                                                                  | –                                       | ʼ                                                       | ع                                           | /ʔ/      |

## Vocabulari i Alfabet
| Àrab        | Llatí     | Ciríl·lic | Llatí       | IPA  |
| ----------- | --------- | --------- | ----------- | ---- |
| fins a 1918 | 1918–1939 | 1958–1991 | des de 1992 | IPA  |
| ﺍ           | A a       | А а       | A a         | [ɑ]  |
| ﺏ           | B в       | Б б       | B b         | [b]  |
| ﺝ           | C c       | Ҹ ҹ       | C c         | [dʒ] |
| چ           | Ç ç       | Ч ч       | Ç ç         | [tʃ] |
| ﺩ           | D d       | Д д       | D d         | [d]  |
| ﻩ           | E e       | Е е       | E e         | [e]  |
| ع           | Ə ə       | Ә ә       | Ə ə         | [æ]  |
| ﻑ           | F f       | Ф ф       | F f         | [f]  |
| گ           | G g       | Ҝ ҝ       | G g         | [ɡʲ] |
| ﻍ           | Ƣ ƣ       | Ғ ғ       | Ğ ğ         | [ɣ]  |
| ﺡ,ﻩ         | H h       | Һ һ       | H h         | [h]  |
| ﺥ           | X x       | Х х       | X x         | [x]  |
| ی           | Ь ь       | Ы ы       | I ı         | [ɯ]  |
| ی           | I i       | И и       | İ i         | [ɪ]  |
| ژ           | Ƶ ƶ       | Ж ж       | J j         | [ʒ]  |
| ک           | K k       | К к       | K k         | [k]  |
| ﻕ           | Q q       | Г г       | Q q         | [ɡ]  |
| ﻝ           | L l       | Л л       | L l         | [l]  |
| ﻡ           | M m       | М м       | M m         | [m]  |
| ﻥ           | N n       | Н н       | N n         | [n]  |
| ﻭ           | O o       | О о       | O o         | [ɔ]  |
| ﻭ           | Ɵ ɵ       | Ө ө       | Ö ö         | [œ]  |
| پ           | P p       | П п       | P p         | [p]  |
| ﺭ           | R r       | Р р       | R r         | [r]  |
| ﺙ,ﺱ,ﺹ       | S s       | С с       | S s         | [s]  |
| ﺵ           | Ş ş       | Ш ш       | Ş ş         | [ʃ]  |
| ﺕ,ﻁ         | T t       | Т т       | T t         | [t]  |
| ﻭ           | U u       | У у       | U u         | [u]  |
| ﻭ           | Y y       | Ү ү       | Ü ü         | [y]  |
| ﻭ           | V v       | В в       | V v         | [v]  |
| ی           | J j       | Ј ј       | Y y         | [j]  |
| ﺫ,ﺯ,ﺽ,ﻅ     | Z z       | З з       | Z z         | [z]  |

## Comparació d'algunes paraules
| Àzeri | Català | Àzeri    | Català  | Àzeri            | Català     |
| ----- | ------ | -------- | ------- | ---------------- | ---------- |
| yaşam | vida   | bəli     | sí      | sabahınız xeyir  | bon dia    |
| ana   | mare   | ata      | pare    | günortanız xeyir | bona tarda |
| oğlan | fill   | qız      | noia    | axşamınız xeyir  | bona nit   |
| salam | hola   | sağ olun | gràcies | ağ               | blanc      |

### Nombres
| Número | Paraula         |
| ------ | --------------- |
| 0      | sıfır /ˈsɯfɯɾ/  |
| 1      | bir /biɾ/       |
| 2      | iki /ici/       |
| 3      | üç /yt͡ʃ/        |
| 4      | dörd /dœɾd/     |
| 5      | beş /beʃ/       |
| 6      | altı /ɑltɯ/     |
| 7      | yeddi /jed:i/   |
| 8      | səkkiz /sæc:iz/ |
| 9      | doqquz /dokɡuz/ |
| 10     | on /on/         |

Els números 11-19 es construeixen com on bir on iki, que significa literalment "deu-un, deu-dos" i així successivament fins on doqquz ("deu-nou").
| Número | Paraula         |
| ------ | --------------- |
| 20     | iyirmi /ijiɾmi/ |
| 30     | otuz /otuz/     |
| 40     | qırx /ɡɯɾx/     |
| 50     | əlli /ælli/     |

Els nombres més grans es construeixen combinant desenes i milers de més grans a petits de la mateixa manera, sense utilitzar una conjunció entremig.